# Oshnār
Oshnār (persiska: اشنار) är en ort i Iran.   Den ligger i provinsen Östazarbaijan, i den nordvästra delen av landet, 400 km nordväst om huvudstaden Teheran. Oshnār ligger 1 704 meter över havet och antalet invånare är 558.
Terrängen runt Oshnār är kuperad åt nordost, men åt sydväst är den platt. Terrängen runt Oshnār sluttar söderut.Runt Oshnār är det ganska glesbefolkat, med 40 invånare per kvadratkilometer. Närmaste större samhälle är Torkmanchay, 10,9 km väster om Oshnār. Trakten runt Oshnār består i huvudsak av gräsmarker.